# Synagoge (Freiburg, Schweiz)

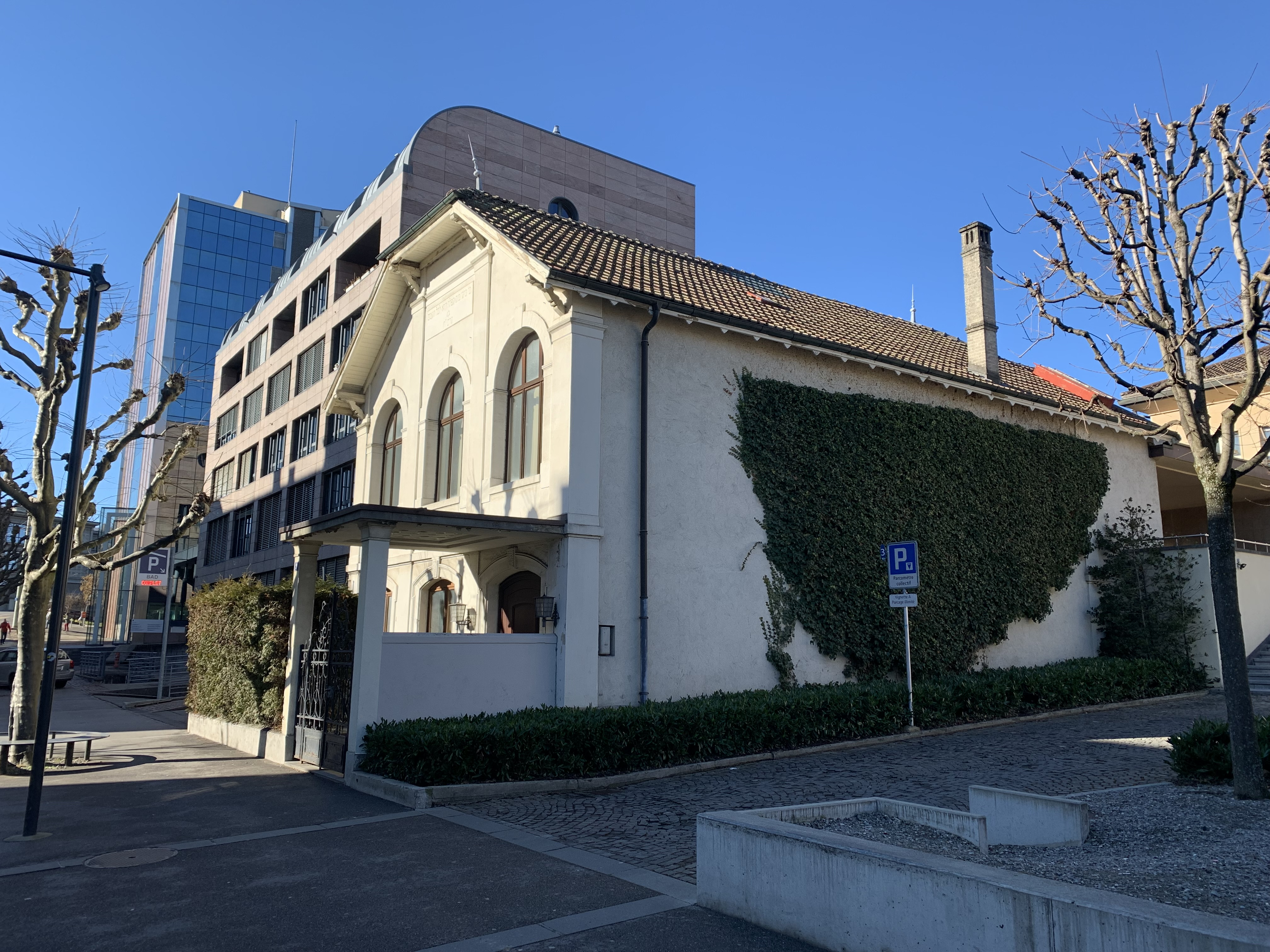
Synagoge Freiburg

Die Synagoge Freiburg in der Stadt Freiburg im gleichnamigen Kanton in der Schweiz entstand 1905 aus einem dazu umgebauten bestehenden Gebäude.

## Geschichte
Die jüdische Gemeinde von Freiburg hatte um die Wende zum 20. Jahrhundert nur einen Betraum in der Stadt angemietet. Statt des Baus eines neuen Gebäudes wurde ein bestehendes gekauft. Dabei handelte es sich um ein Malatelier mit einem Tanzsaal darüber. Es wurde zu einer Synagoge umgebaut. Die nötigen Geldmittel wurden durch eine Lotterie aufgebracht. Die Einweihung fand 1905 statt.
In den folgenden Jahren (1936 und 1975) fanden Umbauarbeiten und Modernisierungen statt.

## Architektur
Das Gebäude hat eine Nord-Süd-Ausrichtung und nicht wie fast immer üblich von Westen nach Osten. Dadurch bedingt befindet sich der Toraschrein, der an der nach Jerusalem zugewandten Seite stehen soll, an der längeren Ostwand und nicht an der Stirnseite des Gebäudes.